# Country Joe and the Fish
Country Joe & The Fish fue una banda californiana de Folk-rock psicodélico, que desarrolló su trabajo entre los años 1965 y 1970.

## Historia

### Orígenes
Country Joe McDonald era uno de tantos cantantes folk, activista de izquierda, que pululaban por los alrededores de San Francisco, después de haber abandonado la Marina, actuando en las coffee-houses de la ciudad. En uno de ellos, conoce a Barry Melton, con el que funda la Instant Action Jug Band, que actúa en clubs y colabora en Rag Baby, uno de los primeros periódicos underground de San Francisco. Uno de estos números, se publica en forma de EP, y en él actúan, ya bajo el nombre de Country Joe & The Fish.
En 1966, se perfila la formación de la banda, editándose un segundo EP, en el que colaboran Bruce Barthol y David Cohen.

### Primera época
En 1967, la banda firma contrato con el sello Vanguard y rápidamente, en febrero, se edita su primer LP, Electric music for the mind and Body, con la siguiente formación: Country Joe McDonald (voz, guitarra, percusión), Barry Melton (guitarra, voz), David Cohen (guitarra, órgano vox), Bruce Barthol (bajo, Armónica) y Chicken Hirsh (batería). El disco contenía sátiras de Lyndon B. Johnson ("Superbird") y epopeyas sobre las drogas ("Bass strings"), además de blues y folk rock.
Ese verano, actúan en el Monterey Pop Festival y editan su segundo álbum: I feel like I'm fixin' to die.
El año siguiente, 1968, comienza con un conato de abandono del grupo por parte de Country Joe, aunque la aventura dura poco y vuelve en febrero para hacer la gira europea. El mes de marzo, se edita el tercer LP, Together, un disco que muestra ya un descenso del nivel compositivo de la banda. A continuación, la banda se deshace, al irse Bruce Barthol a Inglaterra.
Sin embargo, en enero de 1969, se edita un nuevo álbum, alternándose Mark Ryan y Jack Casady (de Jefferson Airplane) en suplir a Barthol.

### Segunda época
Country Joe rehace la banda, con el fin de cumplir con una nueva gira europea ya contratada. Permanece Barry Melton, y se incorporan dos exmiembros de Big Brother & The Holding Company, Peter Albin (bajo) y David Getz (batería), aunque la banda vuelve a disolverse al finalizar la gira.
Country Joe, publica en esa época dos discos, grabados en Nashville, con músicos de sesión. Y, tras el verano, rehace a sus Fish, con un formación que aguantará casi un año: Además de Joe y su inseparable Melton, están Mark Kapner (órgano y piano), Doug Menzer (bajo) y Greg Dewey (batería). Con ellos, se hace la tercera gira europea.
En 1969 actúan en Woodstock, sacan su quinto LP, C.J.Fish, y se separan nuevamente.

### El final
A partir de esta época, Country Joe actúa en solitario, interviene en diversas películas y edita un disco, Hold on, it's coming, con gente como Spencer Davis.
Entre los años 1971 y 1972, graba y edita, entre otros, su mejor trabajo, War, war, war y forma su siguiente banda, Country Joe's All Stars Band, cerrando definitivamente el ciclo Fish.

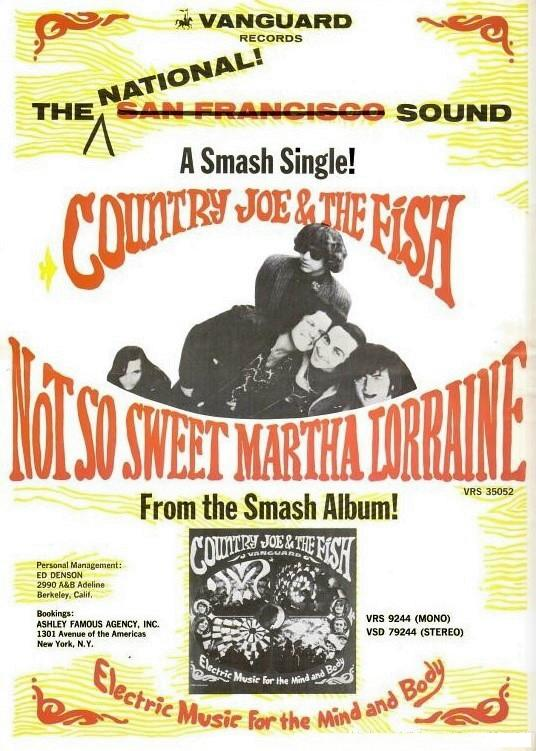
Sencillo con música del álbum Electric Music for the Mind and Body

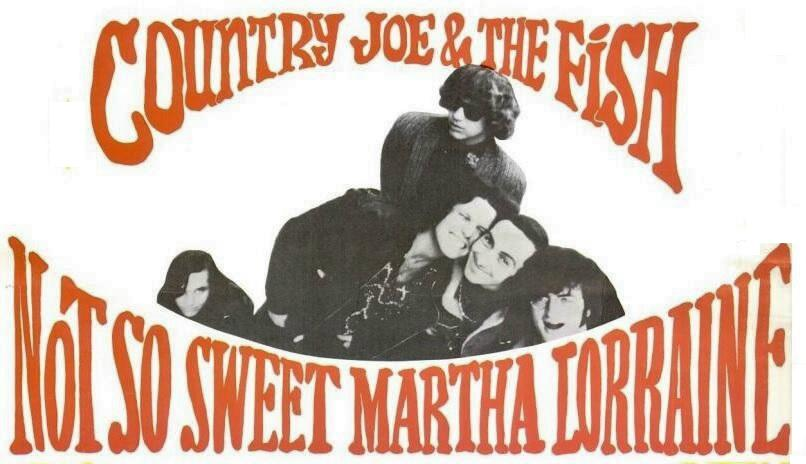
Detalle

## Discografía
- I feel like I'm fixin' to die rag (EP Vanguard, 1965)
- Bass strings (EP Vangaurd, 1966)
- Electric Music for the Mind and Body (LP Vanguard, 1967)
- I feel like I'm fixin' to die (LP Vanguard, 1967)
- Together (LP Vanguard, 1968)
- Here we are again (LP Vanguard, 1969)
- Thinking of Woody Guthrie (sin The Fish, LP, 1969)
- Tonight I'm singing just for you (sin The Fish, LP, 1969)
- Greatest Hits (LP Vanguard, 1969)
- C.J. and Fish (LP Vanguard, 1970)
- Reunion (LP Fantasy Records, 1977)
- Live! Fillmore West 1969 (CD Vanguard Records, 1994)